# Gómez-Acebo & Pombo
Gómez-Acebo & Pombo (GA_P) es un despacho de abogados fundado en España por  Ignacio Gómez-Acebo y Duque de Estrada y Fernando Pombo García en 1971. La firma cuenta con más de 500 profesionales, entre los que suman 300 letrados y más de 60 socios . Su sede principal se encuentra en Madrid. También posee oficinas en Barcelona, Bilbao, Valencia y Vigo, así como en Bruselas, Lisboa, Londres y Nueva York. En 2023 el despacho facturó 92,86 millones de euros. En el 2024 superó la barrera de los 100 millones de euros en ingresos. Es calificado como uno de los mejores despachos de abogados de España y la región..

## Historia
El bufete fue fundado en Madrid en 1971 por los abogados Ignacio Gómez-Acebo, quien fue presidente de honor, y Fernando Pombo, quien presidió el despacho desde sus inicios y hasta su fallecimiento en 2011. Tras su muerte, la presidencia fue asumida por Gonzalo Ulloa, quien más tarde haría las veces de presidente de honor y desde 2001 y hasta 2016 gestionado por Manuel Martín.. En 2016, Carlos Rueda Gómez-Calcerrada (actual senior partner) es nombrado nuevo socio-director, reelegido en 2018 hasta 2022, año en que Íñigo Erláiz le sucede en el cargo como el socio director y da paso al "cambio generacional", yendo un paso más allá de los números.
En la década de 1980, el despacho amplió su presencia en la península ibérica con la apertura de sus oficinas en Barcelona, Bilbao, Valencia y Santiago de Compostela. Esta última se trasladó en 1999 a la ciudad de Vigo. 
En 1985, un año antes de la incorporación oficial de España a la Unión Europea, la firma inauguró una sede en Bruselas. 
En 1988, el despacho incorporó dentro de su estructura un Consejo Académico, integrado por catedráticos de distintas ramas del Derecho como órgano asesor de los abogados de la firma. 
En 2002, la sede principal de Madrid se trasladó a las Torres KIO, también conocidas como Puerta de Europa, situadas en la Plaza de Castilla. 
En septiembre de 2007, la firma abrió su sede británica, en la City de Londres convirtiéndose en el segundo del bufete fuera de España tras el de Bruselas. Más tarde, en 2010, se inauguró la oficina de Lisboa. 
El 28 de noviembre de 2012, la firma inauguró su oficina en Nueva York. Con esta apertura, Gómez-Acebo & Pombo se convirtió en el cuarto bufete español en establecer un despacho en Estados Unidos.
En febrero de 2019 la oficina de Bilbao se trasladó a la Torre Iberdrola, situada en Plaza Euskadi.

## Actividad
El despacho de abogados Gómez-Acebo & Pombo opera en el sector de los servicios profesionales. Presta asesoramiento jurídico en sectores como la administración pública, bienes de consumo, capital riesgo e inversión colectiva, construcción e inmobiliario, empresa familiar, energía, farmacéutico, biotecnología, sanitario, infraestructura, transporte, materias básicas, industria y transformación, medio ambiente, servicios, banca y finanzas, tecnología y telecomunicaciones.

## Áreas de Práctica
Gómez-Acebo & Pombo desarrolla su actividad profesional en las siguientes áreas de práctica:
- Derecho Administrativo y Regulatorio
- Derecho Ambiental
- Arbitraje
- Banca y Mercado de Capitales
- Capital Riesgo
- Derecho de las Comunicaciones y Audiovisual
- Derecho Concursal
- Derecho Contable
- Derecho de la Competencia y de la Unión Europea
- Derecho Fiscal
- Fusiones y Adquisiciones
- Derecho Inmobiliario y Urbanístico
- Derecho Mercantil
- Derecho Penal
- Derecho Procesal Civil
- Derecho Laboral
- Propiedad Industrial y Tecnologías de la Información
- Propiedad Intelectual
- Reestructuraciones
- Sostenibilidad

El despacho también presta sus servicios a través de desks orientados a áreas geográficas específicas:
- French Desk
- German Desk
- LatAm Desk

## Oficinas
Gómez-Acebo & Pombo posee oficinas en las siguientes ubicaciones:
- Madrid. Paseo de la Castellana, 216. 28046 Madrid, España.
- Barcelona. Diagonal, 640. 08017 Barcelona, España.
- Bilbao. Plaza Euskadi, 5 48009 Bilbao, España.
- Valencia. Gran Vía Marqués del Turia, 49. 46005 Valencia, España.
- Vigo. Colón, 36. 36201 Vigo, España.
- Bruselas. Boulevard Bischoffsheim, 15 - 1000 Bruxelles - Brussel - Belgique - België
- Lisboa. Duque de Ávila, 46 6º. 1050-083 Lisboa, Portugal.
- Londres. Five Kings House, 1 Queen Street Place. EC4R1QS London, Reino Unido.
- Nueva York. 126 East 56th Street. New York City 10022, Estados Unidos.